# My Last Breath
A My Last Breath (magyarul: Utolsó lélegzetem) James Newman brit énekes dala, mellyel az Egyesült Királyságot képviselte volna a 2020-as Eurovíziós Dalfesztiválon, Rotterdamban. A dalt és az előadót a brit közszolgálati műsorsugárzó, a BBC választotta ki a szereplésre.

## Eurovíziós Dalfesztivál
A BBC 2020. január 27-én jelentette be, hogy James Newman alábbi dalát választották ki az ország képviseletére a következő Eurovíziós Dalfesztiválon. A dalt ugyanezen a napon mutatták be.
Az Eurovíziós Dalfesztiválon a dalt először a május 13-i második elődöntő főpróbáján adták volna elő és emellett automatikus döntősként a május 16-i döntőben versenyzett volna, azonban március 18-án az Európai Műsorsugárzók Uniója bejelentette, hogy 2020-ban nem tudják megrendezni a versenyt a COVID–19-koronavírus-világjárvány miatt.

## Slágerlisták
| Slágerlista (2020)                     | Legjobb heleyezés |
| -------------------------------------- | ----------------- |
| Skócia (Scottish Singles Top 40)       | 32.               |
| Egyesült Királyság (UK Download Chart) | 34.               |